# Hasan Rustamov
Hasan Rustamov (sinh ngày 30 tháng 11 năm 1987) là một cầu thủ bóng đá Tajikistan thi đấu cho FK Khujand và Đội tuyển bóng đá quốc gia Tajikistan.

## Thống kê sự nghiệp

### Quốc tế
| Đội tuyển quốc gia Tajikistan | Đội tuyển quốc gia Tajikistan | Đội tuyển quốc gia Tajikistan |
| Năm                           | Số trận                       | Bàn thắng                     |
| ----------------------------- | ----------------------------- | ----------------------------- |
| 2007                          | 1                             | 0                             |
| 2008                          | 0                             | 0                             |
| 2009                          | 0                             | 0                             |
| 2010                          | 1                             | 0                             |
| 2011                          | 0                             | 0                             |
| 2012                          | 0                             | 0                             |
| 2013                          | 0                             | 0                             |
| 2014                          | 2                             | 0                             |
| 2015                          | 2                             | 0                             |
| Tổng                          | 6                             | 0                             |

Thống kê chính xác đến trận đấu diễn ra ngày 12 tháng 11 năm 2015

## Danh hiệu
Regar-TadAZ
- Cúp bóng đá Tajikistan (2): 2011, 2012